# Le Prince Casse-Noisette
Pour les articles homonymes, voir Casse-noisette (homonymie).
Pour plus de détails, voir Fiche technique et Distribution.
Le Prince Casse-Noisette (The Nutcracker Prince) est un long-métrage de Noël d'animation canadien de Paul Schilbi sorti en 1990 et adapté du conte d'Ernst Theodor Amadeus Hoffmann Casse-Noisette et le Roi des souris.
Le film débute alors que la famille de Clara reçoit du monde pour Noël. Clara se sent un peu triste et jalouse en observant sa sœur, Louise, danser avec son amoureux. Mais elle retrouve le sourire quand l’oncle Drosselmeier, fabricant de jouets plus fantastiques les uns que les autres, offre un somptueux château de jouets et un casse-noisette. Ce que Clara apprendra cette nuit-là, c’est que son casse-noisette a une histoire bien à lui.

## Synopsis
Au XIXe siècle, Clara Stahlbaum, son jeune frère Fritz et leur famille célèbrent la veille de Noël. Bien que Clara soit jalouse que sa sœur aînée Louise puisse profiter de la fête de Noël avec son petit ami Erik, ce qui la laisse à l'idée de grandir. Elle se remontera immédiatement le moral lorsque l'oncle Drosselmeier, un fabricant de jouets excentrique et ami de la famille, arrive chez eux avec des cadeaux spéciaux : un château de jouets entièrement automatisé pour tout le monde et un Casse-Noisette pour Clara. Tout en essayant de casser des noix avec, Fritz endommage le Casse-Noisette et lui casse les dents en jouant avec. Pour encourager la petite fille au cœur brisé, Drosselmeier lui raconte comment le Casse-Noisette est devenu le Prince des Jouets.
Comme le raconte Drosselmeier, il y avait un roi et une reine qui avaient une fille belle mais gâtée, nommée la princesse Perlipat. Pour célébrer l'anniversaire du roi, la reine réalisa un moka spécial à partir de fromage bleu. Mais le parfum du fromage a attiré toutes les souris du château, qui ont sans état d'âme mangé et détruit le gâteau. Enragé, le roi a ordonné à Drosselmeier, son inventeur, de capturer toutes les souris. Ainsi, Drosselmeier et son neveu, Hans, ont réussi, mais la Reine des Souris et son fils se sont échappés. Pour se venger, la Reine Souris a jeté un sort sur Perlipat, la rendant horriblement laide, et Drosselmeier s'est vu confier la tâche de guérir la princesse du mauvais sort. Il a finalement appris que la légendaire noix de Krakatooth (une noix magique en possession de la famille royale) pouvait la guérir. Dès lors, le roi ordonna à tous les princes et nobles du royaume de postuler pour la briser, avec la promesse de mariage à Perlipat une fois qu'elle serait guérie. Cependant, la noix Krakatooth était si dure à casser que toutes les dents des hommes ayant postuler pour la main de la princesse se sont brisées en essayant d'en libérer le fruit. Drosselmeier, sur le point d'être exécuté pour son échec, est sauvé de justesse lorsque Hans intervient pour fissurer la noix à la grande stupéfaction de tous. Ainsi, il parvient à guérir Perlipat du sort que la Reine Souris lui a lancé. Furieuse, la Reine Souris ayant observé toute la scène, renvoie le sorte de Perlipat sur Hans, le transformant en Casse-Noisette après l'avoir mordu. Au cours du tumulte qui a suivi la transformation du garçon, la Reine Souris finit tuée par une des nombreuses statues qui tombaient lors de sa course, tandis que la queue de son fils finit déformée par l'une d'elles. Libéré de sa mère dominatrice, le fils s''autoproclama Roi des Souris et jura de se venger de Hans de l'état de sa queue, tandis que Drosselmeier se retrouva exilé par l'ingrate famille royale.
Clara est bouleversée par la fin de l'histoire, mais Drosselmeier lui révèle que le Casse-Noisette brisera le sort s'il peut tuer le Roi Souris. Plus tard, au milieu de la nuit, Clara retourne dans le salon pour passer du temps avec le Casse-Noisette et les autres jouets. Quand soudain, le Roi Souris et une armée de souris apparaissent dans le salon. Une apparition fantomatique de Drosselmeier arrive également et jette un sort qui insuffle vie à toutes les poupées et jouets du salon, y compris le Casse-Noisette, Marie, Trudy et le soldat jouet Pantaloon. Les deux camps s'engagent dans la bataille, au cours de laquelle le Roi Souris se retrouve dominant et menace de tuer le Casse-Noisette. Clara, spectatrice du spectacle, empêche cela en jetant sa pantoufle sur le Roi Souris, qui finit assomé. Mais elle glisse ensuite sur une balle, tombe en arrière et se frappe la tête, perdant conscience. Le lendemain matin, alors qu'elle se rétablit, Drosselmeier vient lui rendre visite et lui ramène le casse-noisette réparé. Clara l'accuse cependant de mettre en danger le Casse-Noisette - son neveu enchanté -, mais Drosselmeier lui explique que seule Clara peut l'aider à briser le sort.
Cette nuit-là, le Roi Souris revient, en colère contre Clara et son intervention de la veille. Clara parvient à brièvement le piéger dans le tiroir de sa table de chevet, lui coinçant une nouvelle fois la queue, et s'enfuyant dans le salon. Mais lorsqu'elle récupère le Casse-Noisette, le Roi Souris s'échappe et menace de blesser son chaton, Pavlova, si elle ne lui remet pas le jouet. Drosselmeier réapparaît, et les jouets se réveillent une fois de plus. Le Casse-Noisette affronte le Roi Souris en un seul combat à l'épée et le bat, mais Pantaloon est endommagé en essayant de l'aider. Afin de le guérir, Casse-Noisette, Trudy et Marie se préparent à se rendre au Pays des Jouets à travers le château mécanique de Drosselmeier, auquel Clara les accompagne après que Drosselmeier la rétrécit comme par magie. Cependant, le Roi Souris, bien que gravement blessé, a survécu au duel et les poursuit dans l'ombre.
En arrivant au château royal du Pays des Jouets, Clara reçoit un grand accueil et accepte une danse avec Casse-Noisette. Ce dernier lui demande de rester à ses côtés en devenant sa princesse pour gouverner ensemble sur le royaume des jouets, ou Clara semble dans un premier temps accepter la proposition. Mais bien qu'elle soit tombée amoureuse de Casse-Noisette, elle hésite à le rejoindre en tant que sa princesse en raison du fait qu'elle ne peut pas abandonner sa famille et qu'elle ait accepté l'idée de grandir. Sa réticence nie le sort qui animait les jouets, et tous redeviennent progressivement des jouets sans vie. Dans la confusion de Clara, le Roi Souris apparaît et poursuit Clara malgré son état mourant. Il finit par tomber finalement du balcon du château en voulant porter un coup d'épée à Clara et se noie dans le lac en contrebas. Alors que Clara commence à pleurer pour le Casse-Noisette, la brume commence à remplir le château et à se vider de ses habitants. Elle se retrouve brusquement à la maison, alertée par Fritz qui déclare que Pavlova a découvert une "grosse souris" morte dans le salon. Se souvenant de ce qu'il s'est passé la veille, Clara se met à la recherche de Casse-Noisette mais ce dernier a disparu. Clara se précipite aussitôt à l'atelier de Drosselmeier, où elle lui demande anxieusement si tout ce qu'elle a vécu était réel. Quand ils sont finalement rejoints par Hans, le neveu de Drosselmeier, reconnu par Clara comme étant le Casse-Noisette maintenant guéri du sort qui l'emprisonnait et de retour dans sa forme humaine à la suite de la mort du Roi Souris.

## Fiche technique
- Titre original : The Nutcracker Prince
- Titre français : Le Prince Casse-Noisette
- Réalisation : Paul Schilbi
- Scénario : Patricia Watson, d’après le conte d’Ernst Theodor Amadeus Hoffmann
- Musique : Piotr Ilitch Tchaïkovski, réorchestrée par Boris Brott ; Victor Davies (musique originale)
  - Chansons : Kevin Gillis, Jack Lenz
- Production : Kevin Gillis
- Sociétés de production : Lacewood Productions, Hinton Animation Studios
- Société de distribution : Warner Bros
- Pays d'origine :  Canada
- Langue : anglais
- Format : couleur -  35 mm - son Dolby stéréo
- Genre : animation, famille, romance, musical
- Durée : 75 minutes
- Dates de sortie :
  - États-Unis : 21 novembre 1990
  - France : 10 juillet 1992 ;

## Distribution

### Voix originales
- Kiefer Sutherland : Hans / Le Prince Casse-Noisette
- Megan Follows  : Clara
- Peter Boretski : oncle Drosselmeier
- Mike MacDonald : le Roi des souris
- Phyllis Diller : la Reine des souris
- Peter O'Toole : Pantalon
- Lynne Gorman  : Trudy
- Elizabeth Hanna : Marie
- Mona Waserman : la princesse Perlipatte
- Noam Zylberman : Fritz

### Voix françaises
- Georges Caudron : Hans / Le Prince Casse-Noisette
- Barbara Tissier : Clara
- Gérard Hernandez : oncle Drosselmeier
- Jacques Frantz : le Roi des souris
- Gabriel Cattand : Pantalon
- Lucie Dolène  : Trudy
- Vanina Pradier : Marie
- Joëlle Guigui : la princesse Perlipatte
- Adrien Antoine : Fritz

### Voix québécoises[1]
- Gilbert Lachance : Hans / Le Prince Casse-Noisette
- Violette Chauveau : Clara
- Ronald France : oncle Drosselmeier
- Alain Zouvi : le Roi des rats
- Anne Caron : la Reine des rats
- Gérard Delmas : Pantalon
- Louise Rémy : Trudy

## Chansons du film
- Always Come Back to You
- Save the Dance ou Si tu pouvais en français - Clara